# Al encuentro de las tres Marías
Al encuentro de las tres Marías es el tercer libro del uruguayo Diego Fischer. Fue editado por la Editorial Aguilar y publicado en 2008.

## Reseña
«Al encuentro de las tres Marías. Juana de Ibarbourou más allá del mito». Es la historia de la escritora y poetisa uruguaya Juana de Ibarbourou, una investigación que realizó el autor y que le tomó más de dos años. En este libro se pueden descubrir algunos defectos, virtudes, el amor, las relaciones personales y familiares de la biografiada. 
El libro fue reconocido con el Premio Libro de Oro en 2009 por la Cámara Uruguaya del Libro; se convirtió en superventas en Uruguay vendiendo más de 30 mil ejemplares en marzo de 2015.
En 2009, se realizó la versión obra teatral homónima con los actores: Nidia Telles, Victoria Rodríguez y Humberto de Vargas. La obra fue galardonada con dos Premios Florencio, otorgados por la Asociación de Críticos Teatrales del Uruguay.

### Controversias
En febrero de 2016, los Zíngaros realizaron una parodia sobre Juana de Ibarbourou. Basándose en el libro «Al encuentro de las tres Marías» de Diego Fischer. Zíngaros y su letrista Marcelo Vilariño fueron demandados por Fischer por el plagio perpetrado. No existen antecedentes de una demanda judicial a una parodia, y la celebración de la audiencia de concilación no dio resultados, por lo que prosigue el juicio en la actualidad. En febrero de 2017, Villar y Sosa apelaron la sentencia, que fue desestimadas por la jueza.

En abril de 2019, la justicia falló a favor del reclamo de Diego Fischer.